# Flandrien (kaas)
Flandrien is een Belgische halfharde koemelkkaas gemaakt door De Kazerij in Wervik, West-Vlaanderen.

## Geschiedenis
Nadat in 2012 door eigenaar Jan Desmet een eigen kaasmakerij was gebouwd in Wervik, werd in maart 2013 de eerste kaas met de naam Flandrien Jong geproduceerd. Deze Goudse kaas was ontwikkeld in samenwerking met de Nederlandse kaasmaker Ale Mier. Later dat jaar werd Flandrien Gerijpt (september 2013) op de markt gebracht. Het jaar daarna volgde Flandrien Oud. In 2018 kwam er ook een lichte variant: Flandrien Light.
In 2013 was de productie 250 ton kaas per jaar en in 2014 groeide dit tot 500 ton. De jaren daarna bleef de productie stijgen tot meer dan 1000 ton in 2019.

## Naamgeving
De naam Flandrien verwijst naar de vele grensarbeiders die in 19de eeuw de Belgisch-Franse grens overstaken om er in het noorden van Frankrijk te gaan werken. Een van hen was de overgrootvader van eigenaar Jan Desmet die in de textielfabriek van Wervicq Sud ging werken. Deze Vlamingen werden 'Les Flandriens' of 'Les trimards' genoemd. Later gaf wielrenner Karel Van Wijnendaele zijn coureurs de bijnaam Flandriens, waarmee de naam de negatieve bijklank verloor en veranderde in een geuzennaam.

## Samenwerkingen
In 2018 bracht Brouwerij Haacht in samenwerking met De Kazerij het bier Super 8 Flandrien op de markt, een blond bier van 6,4%.

## Prijzen
Op de internationale World Cheese Awards vielen de kazen meermaals in de prijzen. Met de bekroning van Flandrien Oud en Flandrien Grand Cru in 2016 met een Super Gold-medaille behoorde de kaas tot de zesenzestig beste kazen ter wereld.
Een overzicht:
| Jaar | Categorie                      | Kaassoort                 | Gewonnen prijs |
| ---- | ------------------------------ | ------------------------- | -------------- |
| 2014 | Beste Goudse Kaas              | Flandrien Oud             | Silver         |
| 2016 | Goudse kaas, jonger dan 1 jaar | Flandrien Oud             | Super Gold     |
| 2016 | Goudse kaas, ouder dan 1 jaar  | Flandrien Grand Cru       | Super Gold     |
| 2016 | Goudse kaas, jonger dan 1 jaar | Flandrien Light           | Silver         |
| 2017 | Goudse kaas, jonger dan 1 jaar | Flandrien Jong            | Bronze         |
| 2017 | Goudse kaas, jonger dan 1 jaar | Flandrien Oud             | Bronze         |
| 2017 | Goudse kaas, jonger dan 1 jaar | Flandrien Gerijpt         | Silver         |
| 2017 | Goudse kaas, ouder dan 1 jaar  | Flandrien Grand Cru       | Gold           |
| 2018 | Goudse kaas, jonger dan 1 jaar | Flandrien Gerijpt         | Bronze         |
| 2018 | Goudse kaas, jonger dan 1 jaar | Flandrien Oud             | Silver         |
| 2018 | Goudse kaas, ouder dan 1 jaar  | Flandrien Grand Cru       | Gold           |
| 2019 | Goudse kaas, jonger dan 1 jaar | Flandrien Gerijpt         | Bronze         |
| 2019 | Goudse kaas, jonger dan 1 jaar | Flandrien Oud             | Silver         |
| 2019 | Goudse kaas, jonger dan 1 jaar | Flandrien Light           | Silver         |
| 2019 | Goudse kaas, jonger dan 1 jaar | Flandrien Jong            | Silver         |
| 2019 | Goudse kaas, ouder dan 1 jaar  | Flandrien Grand Cru       | Silver         |
| 2021 | Goudse kaas, jonger dan 1 jaar | Flandrien Oud             | Silver         |
|      | Goudse kaas, jonger dan 1 jaar | Flandrien Jong            | Bronze         |
|      | Goudse kaas, jonger dan 1 jaar | Flandrien Gerijpt         | Bronze         |
|      | Goudse kaas, ouder dan 1 jaar  | Flandrien Grand Cru       | Bronze         |
| 2022 | Goudse kaas, jonger dan 1 jaar | Flandrien Oud             | Goud           |
|      | Goudse kaas, jonger dan 1 jaar | Flandrien Gerijpt         | Silver         |
|      | Goudse kaas, ouder dan 1 jaar  | Flandrien Grand Cru       | Bronze         |
| 2023 | Goudse kaas, jonger dan 1 jaar | Flandrien Oud             | Goud           |
|      | Goudse kaas, jonger dan 1 jaar | Flandrien Jong            | Silver         |
|      | Goudse kaas, jonger dan 1 jaar | Flandrien Rouge Jong      | Silver         |
|      | Goudse kaas, jonger dan 1 jaar | Flandrien Rouge Oud       | Silver         |
|      | Goudse kaas, jonger dan 1 jaar | Flandrien Gerijpt         | Bronze         |
|      | Goudse kaas, jonger dan 1 jaar | Flandrien Rouge Gerijpt   | Bronze         |
|      | Goudse kaas, ouder dan 1 jaar  | Flandrien Rouge Grand Cru | Bronze         |